# لوق شاري (محافظة)
لوق شاري (أو لوق-شاري) هي واحدة من ثلاث محافظات إقليم شاري باقرمي في تشاد . عاصمتها بوسو.

## التقسيمات الفرعية
تنقسم محافظة لوق شاري إلى 5 محافظات فرعية:
- بوسو
- كونو
- بوقومورو
- بعيلي
- موقو

## الإدارة
حكام لوق شاري (منذ 2002)
- 9 أكتوبر 2008 : محمد علاأوكو[2]